# 寿州 (隋朝)
壽州，隋朝時設置的州。

## 沿革

### 隋唐五代
隋朝開皇九年（589年），改揚州（治壽春）為壽州，隸壽州總管府，治壽春（今安徽省壽縣），領四縣：壽春、安豐、小黃、長平。開皇十九年（599年），析置霍丘縣。大業元年（605年），廢總管府。大業三年（607年），改壽州為淮南郡。後省長平縣。
唐朝武德二年（619年），平杜伏威，改淮南郡（領壽春、安豐、霍丘、小黃四縣）復置壽州，隸和州總管府。武德三年（620年），壽州改隸壽州總管府。武德四年（621年），析置松滋、肥陵二縣，松滋、霍丘二縣改屬蓼州。武德七年（624年），改總管府為都督府；廢蓼州，其所領霍丘縣改屬壽州；省小黃、肥陵二縣。貞觀元年（627年），壽州直隸於揚州大都督府；廢霍州，其所領霍山縣改屬壽州。至此，壽州領四縣：壽春、安豐、霍丘、霍山。貞觀十年（636年），壽州直屬淮南道。武周神功元年（697年），改霍山縣為武昌縣。
唐朝神龍元年（705年），復武昌縣為霍山縣。開元二十七年（739年），改霍山縣為盛唐縣。天寶元年（742年），改壽州為壽春郡，析置霍山縣。天寶十五載（756年），壽春郡隸淮南節度使（駐揚州）。乾元元年（758年），復壽春郡為壽州。至此，壽州領五縣：壽春、安豐、霍丘、盛唐、霍山。乾元二年（759年），壽州改隸淮南西道節度使（駐壽州）。上元二年（761年），壽州還隸淮南節度使，又改隸舒廬壽都團練使（駐壽州），又還隸淮南節度使。興元元年（784年），壽州改隸濠壽廬都團練觀察使（駐壽州）。貞元四年（788年），壽州還隸淮南節度使。
| 唐朝寿州辖县 | 唐朝寿州辖县                                         |
| ------------ | ---------------------------------------------------- |
| 618年        | 寿春县、安丰县、霍丘县、小黄县                       |
| 621年        | 寿春县、安丰县、小黄县（霍丘县改属蓼州，新设肥陵县） |
| 624年        | 寿春县、安丰县（霍丘县来属，废除小黄县、肥陵县）     |
| 627年        | 寿春县、安丰县、霍丘县（霍山县来属）                 |
| 697年        | 寿春县、安丰县、霍丘县、霍山县（改名武昌县）         |
| 705年        | 寿春县、安丰县、霍丘县、武昌县（改名霍山县）         |
| 739年        | 寿春县、安丰县、霍丘县、霍山县（改名盛唐县）         |
| 742年        | 寿春县、安丰县、霍丘县、盛唐县（新设霍山县）         |

五代十國時期，壽州先後為南吳（907年－937年）、南唐（937年－957年）、後周（957年－960年）的領土。南吳天祐十四年（917年），壽州改隸清淮軍節度使（駐濠州）。乾貞元年（927年），清淮軍節度使移駐壽州。後周顯德四年（957年），改清淮軍節度使為忠正軍節度使，壽州仍隸之；潁州下蔡縣改屬壽州，壽州移治下蔡（今安徽省鳳臺縣）。至此，壽州領六縣：下蔡、安豐、霍丘、壽春、盛唐、霍山。

### 宋金
北宋時，壽州屬淮南路。開寶元年（968年），霍山縣併入盛唐縣。開寶四年（971年），改盛唐縣為六安縣。至此，壽州領五縣：下蔡、安豐、霍丘、壽春、六安。熙寧五年（1072年），分淮南路為兩路，壽州屬淮南西路。政和六年（1116年），升壽州為壽春府。
金朝天會七年（1129年），佔領南宋壽春府淮北的下蔡縣，亳州蒙城縣改屬壽春府。劉齊阜昌元年（1130年），得金之壽春府，降為壽州。金朝天會十五年（1137年），廢劉齊，得壽州。天眷二年（1139年），歸還壽州予南宋，廢州，領縣併入壽春府（治下蔡）。皇統元年（1141年），佔領南宋壽春府下蔡、蒙城、安豐、霍丘四縣。同年議和，歸還淮南的安豐、霍丘二縣（置安豐軍）。
皇統二年（1142年），降壽春府為壽州（刺史州），隸山東西路武寧軍節度使（駐徐州），領二縣：下蔡、蒙城。貞元元年（1153年），壽州改隸南京路宣武軍節度使（駐歸德府）。正隆六年（1161年），壽州陷於南宋，升為壽春府。大定二年（1162年），奪回壽春府，復為壽州。泰和六年（1206年），升壽州為防禦州，同年陷於南宋後又奪回。天興元年（1232年），下蔡陷於大蒙古國，不久被棄。天興二年（1233年），下蔡陷於南宋，州治遷至蒙城，不久蒙城亦陷於南宋，南宋改壽州為壽春府。

### 明清
吳元年（1367年），降壽春府復置壽州，屬江南行中書省臨濠府，治壽春（今安徽省壽縣），領五縣：壽春、安豐、下蔡、霍丘、蒙城。明朝洪武二年（1369年），壽州直隸於中書省。洪武四年（1371年），壽州還屬臨濠府，省附郭壽春縣及安豐、下蔡二縣入本州。至此，壽州領二縣：霍丘、蒙城。洪武六年（1373年），改臨濠府為中立府，壽州仍屬之。洪武七年（1374年），改中立府為鳳陽府，壽州仍屬之。
清朝順治二年（1645年），佔領壽州。雍正三年（1725年），霍丘縣改屬潁州，蒙城縣改屬亳州，壽州不再領縣。雍正十一年（1733年），分壽州置鳳台縣。
1912年，改壽州為壽縣，直隸於安徽省。

## 長官
隋朝壽州刺史（589年－607年）
- 周搖（兼任壽州總管，591年－592年）[13]
- 乞伏慧（兼任壽州總管）[14]

唐朝壽州刺史（619年－742年，758年－907年）
- 張鎮周（兼任都督壽濠二州諸軍事，624年－625年）
- 盧祖尚（兼任都督壽濠二州諸軍事，625年－？）
- 李元軌（633年－635年）
- 李元名（636年－642年）
- 李元裕（654年－658年）
- 李鳳（663年）
- 李上金（666年）
- 高智周（总章、咸亨年间）
- 李元嬰（上元年间）
- 李詢（唐高宗时）
- 李沖（唐高宗末年）
- 鄧玄挺（約684年）
- 趙瓌（約685年－688年）
- 姚慎盈（武周时）
- 徐湘（武周时）
- 張敬之（神龙年间）
- 辛怡諫（唐中宗、唐睿宗时）
- 盧成務（开元年间）
- 崔湛（开元年间，未任）
- 元寄（开元年间）
- 寿春郡太守
- 元從（唐肃宗时）
- 崔昭（約758年－760年）
- 王仲昇（兼任淮南西道節度使，760年－761年）
- 張萬福（唐代宗初年）
- 獨孤問俗（約766年－768年）
- 張緯之（約769年－771年）
- 韋延安（約772年－773年）
- 裴諝（約773年－774年）
- 張公度（775年之前）
- 張鎰（777年－779年）
- 皇甫政（大历年间）
- 崔昭（建中年间）
- 張建封（約783年－788年）
- 李規（贞元初年）
- 許子餘（贞元前期）
- 楊承恩（？—799年）
- 王宗（799年—？）
- 羅珦（802年）
- 李通（贞元年间）
- 張士平（元和初年）
- 李湘（809年見任）
- 王宗儒
- 令狐通（？—814年）
- 李文通（815年－817年）
- 張植（元和末年）
- 李諒（821年—？）
- 唐慶（长庆年间）
- 劉元鼎（长庆年间）
- 楊歸厚（824年見任）
- 韋審規（宝历年间）
- 裴墉（約828年－829年）
- 李紳（830年－833年）
- 賈直言（約833年－834年）
- 高承恭（約835年－836年）
- 渾鐬（836年－838年）
- 劉某（838年—839年）
- 王鎮（？—845年）
- 韋正貫（845年－846年）
- 裴識（846年－848年）
- 盧簡求（852年－855年）
- 令狐緒（856年見任）
- 李玄（857年—？）
- 李琢（859年—？）
- 孟鈺（？—866年）
- 辛晦（咸通年间）
- 楊某（868年）
- 張翱（中和年间—887年）
- 江儒（？—892年）
- 江彥溫（？—894年）
- 江從勗（894年－895年）
- 朱延壽（895年－904年）
- 朱瑾（天祐年间）
- 魏承休
- 裴通
- 尹耀[15]

五代十國壽州刺史（907年－960年）
- 劉仁贍（兼任清淮軍節度使，955年－957年）[16]
- 楊承信（兼任忠正軍節度使，957年－960年）[17]

北宋知壽州軍州事（10世紀－1116年）
- 范杲（太宗時）[18]
- 段思恭（985年－988年）[19]
- 安忠（989年）[20]
- 呂祐之（太宗末）[21]
- 董儼（？－1000年）[22]
- 喬惟岳（1000年－1001年）[23]
- 王承衎（1008年－1009年）[24]
- 陳堯佐（真宗時）[25]
- 曾致堯[26]
- 宋祁[25]
- 王曙[27]
- 梅詢[28]
- 趙賀[28]
- 曹修古[29]
- 夏竦（仁宗時）[30]
- 孫沔（仁宗時）[31]
- 李若谷（仁宗時）[32]
- 呂龜祥[33]
- 王質[34]
- 楊可[35]
- 柳植[36]
- 楊察[37]
- 楊崇勳[38]
- 張耆（判壽州軍州事）[38]
- 楊告[22]
- 林洙[30]
- 魏琰[39]
- 張亢[40]
- 吳奎（？－1056年）[41]
- 馬從先（英宗時）[42]
- 朱景（英宗時）[43]
- 許遵（神宗時）[44]
- 韓晉卿（神宗時）[45]
- 朱服（哲宗時）[46]
- 宇文昌齡（哲宗時）[47]
- 范鍔（1095年－？）[48]
- 楊蟠[49]
- 汪澥[50]
- 龔原（徽宗時）[47]
- 蔣靜（徽宗時）[51]
- 江公望（徽宗時）[52]

劉齊知壽州軍州事（1130年－1137年）
- 王威
- 宋超（？－1137年）[53]

金朝壽州刺史（1142年－1206年）
- 石抹卞（海陵王時）[54]
- 毛良虎（？－1161年）[55]
- 徒單羲（？－1206年）[56]

金朝壽州防禦使（1206年－1233年）
- 徒單羲（1206年－？）[56]
- 完顏弼（1208年－1210年）[57]
- 奧屯襄[58]
- 蒲察阿里[58]
- 烏古論仲溫（？－1213年）[56]
- 移剌福僧（1213年－1215年）[59]
- 完顏乃剌（1223年見任）[60]

明朝壽州知州（1367年－1645年）
- 夏侯顯（1369年出任）
- 秦克用（1380年出任）
- 錢唐（洪武時）
- 王謙（1404年出任）
- 惠理（1440年出任）
- 甄譓（1445年出任）
- 王長福（1445年出任）
- 羅訓（1460年出任）
- 楊晟（1465年出任）
- 趙宗（1468年出任）
- 陳鎰（1478年出任）
- 李沖（1484年出任）
- 劉㮣（1486年出任）
- 劉瓚（1488年出任）
- 王肅（1489年出任）
- 王嘉慶（1493年出任）
- 江潮（1501年出任）
- 李昆（1503年出任）
- 吳節（1509年出任）
- 林僖（1513年出任）
- 常龍（1516年出任）
- 李鳳（1519年出任）
- 鄭元深（1521年出任）
- 河東萊（1524年出任）
- 劉天民
- 王鎣（1525年出任）
- 戴奇（1533年出任）
- 王重質（1535年出任）
- 劉永準（1537年出任）
- 錢雍熙（1539年出任）
- 周宗正（1541年出任）
- 史弘詢（1541年出任）
- 栗永祿（1547年出任）
- 鄭紹恷（1550年出任）
- 鄭源彬（1554年出任）
- 呂穆感（1559年出任）
- 陳懋興（1560年出任）
- 傅霖（1563年出任）
- 楊惟喬（1566年出任）
- 甘來學（1568年出任）
- 南軒（1573年出任）
- 楊潤（1573年出任）
- 周以敬（1574年出任）
- 鄭珫（1574年出任）
- 莊桐（1576年出任）
- 黃克纘（1583年出任）
- 李聯芳（1585年出任）
- 張允紳（1586年出任）
- 李和（1589年出任）
- 李邦潢（1595年出任）
- 舒琛（1599年出任）
- 郭蒙吉（1603年出任）
- 徐來建（1604年出任）
- 馬□□（1609年出任）
- 彭汝賢（1610年出任）
- 閻同賓（1615年出任）
- 王□□（天啟時）
- 李來鳳（天啟時）
- 郭宗振（1627年出任）
- 范紹裘（1627年出任）
- 茅望之（1635年署任）
- 劉純慶（崇禎時）
- 朱大紱（崇禎時）
- 袁翎（崇禎時）
- 張鴻勳（崇禎時）
- 李彬（崇禎時）
- 趙□□（崇禎時）
- 王□□（崇禎時）

清朝壽州知州（1645年－1912年）
- 胡永善（1645年出任）
- 劉士瑜（1645年出任）
- 王棐（1646年出任）
- 王業（1647年出任）
- 于三躍（1651年出任）
- 李大升（1653年出任）
- 裘組（1658年出任）
- 劉裴印（1660年出任）
- 黎士毅（1663年出任）
- 張希召（1668年出任）
- 沈顯貴（1678年出任）
- 甯養氣（1682年出任）
- 王治國（1683年出任）
- 佟山年（1687年出任）
- 黃汝鈺（1694年出任）
- 王永偀（1695年出任）
- 傅君錫（1697年出任）
- 王帝臣（1700年出任）
- 徐國璽（1708年出任）
- 祝鍾雋（1710年出任）
- 謝亮揆（1712年出任）
- 李孔嘉（1715年出任）
- 鮑學灝（1722年出任）
- 姚宗先（1728年出任）
- 饒荷禧（1729年出任）
- 王瓚（1731年出任）
- 張毓珂（1732年出任）
- 唐際運（1732年署任）
- 周之晉（1734年署任）
- 馮原（1734年出任）
- 段文元（1735年署任）
- 趙宗炅（1736年出任）
- 范從轍（1737年出任）
- 孔傳檀（1742年署任）
- 金宏勳（1743年出任）
- 王瓚（1744年出任）
- 陳韶（1746年出任）
- 馮源（1747年出任）
- 郭瀛（1751年出任）
- 朱扆（1753年出任）
- 劉瑍（1754年出任）
- 李天璽（1756年出任）
- 王如玖（1757年出任）
- 王心銘（1757年出任）
- 徐廷琳（1761年出任）
- 席芑（1765年出任）
- 張肇揚（1767年出任）
- 梁鈺（1767年出任）
- 周錫疆（1769年署任）
- 鄭基（1770年出任）
- 亢愫（1770年署任）
- 周錫疆（1770年署任）
- 劉立詮（1772年署任）
- 楊先儀（1773年署任）
- 張佩芳（1774年出任）
- 杜明德（1774年署任）
- 徐紹基（1777年署任）
- 黃周鼎（1778年署任）
- 楊有源（1780年署任）
- 林夢鯉（1783年出任）
- 陳於禮（1786年署任）
- 蔡必昌（1786年出任）
- 姚繼祖（1787年署任）
- 趙霖（1787年署任）
- 李廷儀（1790年署任）
- 何孝達（1791年署任）
- 李法（1792年署任）
- 彭同堉（1793年署任）
- 周光鄰（1793年署任）
- 黃繩祖（1794年署任）
- 高質連（1794年出任）
- 孫菖生（1797年出任）
- 鄭泰（1799年出任）
- 沈南春（1803年署任）
- 玉福（1805年署任）
- 靳天培（1807年署任）
- 陳之揆（1810年出任）
- 許鴻磐（1811年署任）
- 沈南春（1811年署任）
- 李兆洛（1812年兼理）
- 靳天培（1813年署任）
- 沈南春（1813年出任）
- 杜茂材（1814年署任）
- 姜廷燦（1816年署任）
- 周恕先（1818年署任）
- 龔式穀（1819年署任，1820年出任）
- 張家檙（1822年兼理）
- 王毓芳（1822年署任）
- 王友仁（1823年署任）
- 傅懷江（1825年署任）
- 裘恩澍（1826年署任）
- 朱士達（1826年出任）
- 袁忠圖（1829年代理）
- 高瑞慶（1830年出任）
- 續瑞（道光時）
- 王恩植（道光時）
- 陸耀如（道光時）
- 徐青照（道光時）
- 陳葆森（道光時）
- 許道藩（道光時）
- 張清元（道光時）
- 劉汝剛（道光時）
- 楊斯熙（道光時）
- 饒元英（1847年任）
- 裕泰（1851年代理）
- 李寶善（1851年任）
- 金光筋（1852年任）
- 黃元吉（1855年任）
- 任春和（1857年任）
- 毛維翼（1862年任）
- 施照（1863年任）
- 顏海颺（1868年出任）
- 李蔚（1869年署任）
- 陸顯勳（1870年出任）
- 王寅清（1873年署任）
- 金耀奎（1875年代理）
- 何慶釗（1875年署任）
- 陸顯勳（1876年出任）
- 李祖福（1880年署任）
- 覺羅錫光（1881年兼理）
- 陸顯勳（1881年出任）
- 沈慶立（1883年署任）
- 周辛炳（1884年署任）
- 王鼎臣（1885年出任）
- 曾道唯（1887年出任）
- 鄭思賢（1888年代理）
- 曾道唯（1888年回任）
- 宗能徵（1889年代理）
- 王萬甡（1890年署任）[61]